# San Antonio de Gómez
San Antonio de Gómez är en ort i Mexiko.   Den ligger i kommunen Abasolo och delstaten Guanajuato, i den centrala delen av landet, 270 km väster om huvudstaden Mexico City. San Antonio de Gómez ligger 1 693 meter över havet och antalet invånare är 109.
Terrängen runt San Antonio de Gómez är platt åt nordväst, men åt sydost är den kuperad. Runt San Antonio de Gómez är det ganska tätbefolkat, med 120 invånare per kvadratkilometer. Närmaste större samhälle är Abasolo, 8,1 km söder om San Antonio de Gómez. Trakten runt San Antonio de Gómez består till största delen av jordbruksmark.